# 17519 Pritsak
17519 Pritsak è un asteroide della fascia principale. Scoperto nel 1992, presenta un'orbita caratterizzata da un semiasse maggiore pari a 2,6501944 UA e da un'eccentricità di 0,1179046, inclinata di 11,87605° rispetto all'eclittica.